# کاتال پندرد
کاتال پندرد (انگلیسی: Cathal Pendred؛ زادهٔ ۲ سپتامبر ۱۹۸۷) ورزشکار هنرهای رزمی ترکیبی و بازیگر اهل جمهوری ایرلند است. وی بین سال‌های ۲۰۰۹ تا ۲۰۱۵ میلادی فعالیت می‌کرد.